# Judy Garland
Pour les articles homonymes, voir Garland.
Judy Garland, née Frances Ethel Gumm, le 10 juin 1922 à Grand Rapids et morte le 22 juin 1969 à Londres, est une actrice, chanteuse et danseuse américaine. Elle connait une célébrité internationale et est réputée pour sa polyvalence. Elle a reçu un Golden Globe, un Tony Award spécial et est l'une des douze personnes dans l'histoire à avoir reçu un Oscar de la jeunesse,,. Elle est la mère de la chanteuse et actrice Liza Minnelli.
Elle commence à se produire dès l'enfance avec ses deux sœurs aînées dans la troupe de vaudeville The Gumm Sisters, et signe à la Metro-Goldwyn-Mayer à l'adolescence. Elle apparaît dans une vingtaine de films de la MGM, notamment Le Magicien d'Oz (1939), Le Chant du Missouri (1944), Les Demoiselles Harvey (1946), Parade de printemps (1948) et La Jolie Fermière (1950). Garland est une partenaire récurrente à l'écran de Mickey Rooney et Gene Kelly et collabore régulièrement avec le réalisateur Vincente Minnelli, son second mari. En 1950, après 15 ans à la MGM, elle est libérée de son contrat avec le studio dans le cadre d'une série de problèmes personnels qui l'empêchent d'en remplir les termes.
Bien que sa carrière cinématographique soit devenue intermittente par la suite, elle tient deux de ses rôles les plus acclamés par la critique : dans le film musical Une étoile est née (1954) pour lequel elle est nommée aux Oscars, et dans le film de procès Jugement à Nuremberg (1961). Elle est également chanteuse et tient des concerts qui attirent un public record, sort huit albums studio et anime sa propre série télévisée nommée aux Emmy Awards, The Judy Garland Show (en). À 39 ans, elle devient la plus jeune (et la première femme) récipiendaire du prix Cecil B. DeMille pour l'ensemble de ses contributions dans l'industrie cinématographique.
Tout au long de sa carrière, elle enregistre de nombreuses chansons, dont Over the Rainbow, qui devient sa chanson signature, le classique de Noël Have Yourself a Merry Little Christmas et l'hymne de la Saint Patrick It's a Great Day for the Irish (en). Elle remporte le Grammy Award de l'album de l'année pour son enregistrement live de 1961, Judy at Carnegie Hall, et la première femme à remporter ce prix.
Garland connaît des difficultés dans sa vie personnelle dès son plus jeune âge. Les pressions de la célébrité précoce affectent sa santé physique et mentale dès son adolescence. Son image d'elle-même est influencée par les critiques constantes de la part des dirigeants du cinéma qui pensent qu'elle n'est pas physiquement attrayante et qui manipulent son apparence physique à l'écran. Elle a des problèmes financiers, devant souvent des centaines de milliers de dollars d'arriérés d'impôts. Tout au long de sa vie adulte, elle lutte contre des troubles liés à la consommation de substances impliquant à la fois des drogues et de l'alcool. Elle meurt d'un surdosage en barbituriques en 1969 à l'âge de 47 ans. En 1997, elle reçoit à titre posthume le Grammy du couronnement d'une carrière. Plusieurs de ses enregistrements sont intronisés au Grammy Hall of Fame, et, en 1999, l'American Film Institute la classe « 8e actrice de légende » dans sa liste AFI's 100 Years... 100 Stars.

## Biographie

### L'enfant de la balle

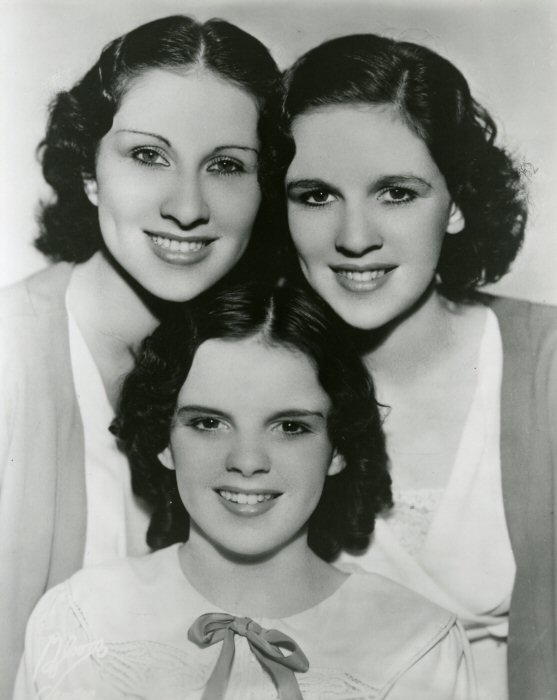
Les « Gumm Sisters », Mary Jane, Virginia et Judy.

Frances Ethel Gumm naît le 10 juin 1922, à Grand Rapids, dans le Minnesota. Ses parents, Frank Avent Gumm et Ethel Marian Milne, ont été acteurs de variétés avant que son père devienne le gérant du seul cinéma de la ville de Grand Rapids. Elle y fait ses débuts sur scène, entre deux films, avec ses deux sœurs aînées, Mary Jane et Virginia, accompagnées par leur mère au piano. À trois ans, elle interprète Jingle Bells.
Le 26 juin 1926, la famille Gumm déménage en Californie à Lancaster à la recherche d'un climat plus favorable car, selon la légende familiale, Frances Ethel est sujette à des allergies. En réalité, son père avait fait des avances sexuelles à deux jeunes portiers du New Grand Theatre et, pour préserver la réputation de la famille qui menaçait d'être altérée par des révélations sur son homosexualité, il préféra fuir Grand Rapids.
La famille sillonne les grandes villes américaines et en 1934, les Gumm Sisters se produisent à l'Exposition universelle de Chicago. C'est là que Georges Jessel, la vedette du spectacle, conseille à la jeune Frances d'opter pour le pseudonyme de Garland. Un an plus tard, la jeune starlette change également son prénom, emprunté à une chanson à succès « Judy ».
Elle commence sa vraie carrière en solo après le mariage d’une de ses sœurs et se produit au lac Tahoe où elle est remarquée par la critique. Un dépisteur de talent suggère à sa mère de lui faire faire du cinéma. En 1934, elle prend Al Rosen comme agent et compte parmi ses admirateurs le réalisateur Joseph L. Mankiewicz. Tous les deux réussissent à la présenter à la Metro-Goldwyn-Mayer (MGM).
Ainsi à 13 ans, en 1935, elle passe une audition devant Louis B. Mayer, patron de la MGM, qui lui offre un contrat sans passer de bout d’essai. La même année, elle perd son père, une mort qui la marque profondément. Judy rejoint les bancs de classe de la MGM aux côtés des enfants stars de la MGM, Lana Turner, Jackie Cooper, Mickey Rooney, Freddie Bartholomew et Deanna Durbin.

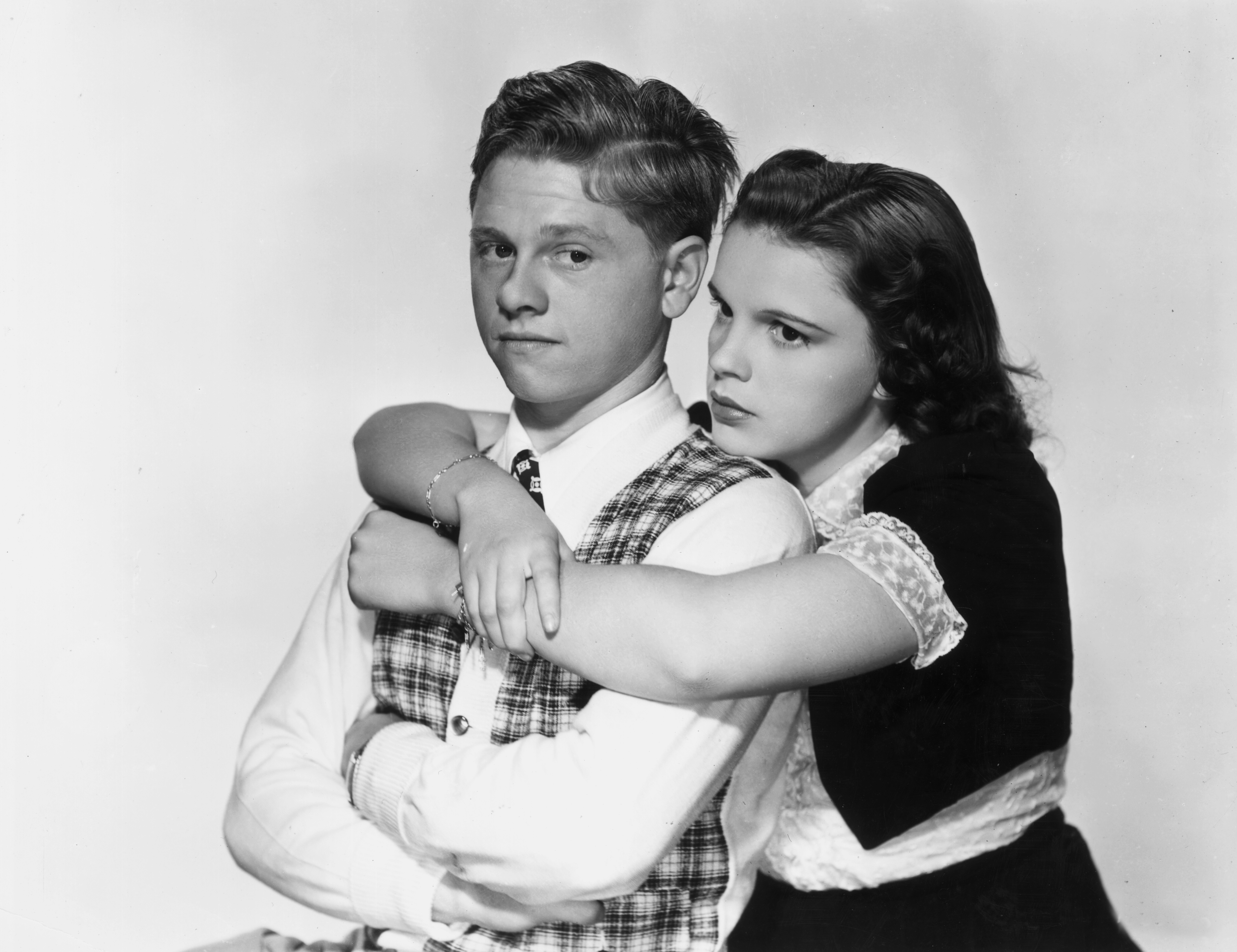
Avec Mickey Rooney dans L'amour frappe André Hardy (1938).

Cette période à la MGM, bien que glorieuse sur le plan cinématographique, est humainement assez dure à vivre pour la jeune actrice. Gourmande par nature, elle devient la cible de quolibets au sein du studio. Pour y remédier, un régime spécifique lui est prescrit : sur ordre de Louis B. Mayer, les employés  du studio ne sont autorisés à lui servir qu'un bouillon clair comme repas et finissent même par faire les poches de ses petits camarades afin d'éviter qu'ils ne lui fournissent des friandises.
En 1936 à l'occasion de sa première apparition dans un court-métrage, sa voix attire l'attention du public dans Every Sunday avec Deanna Durbin.
Judy Garland fait une incursion dans les studios de la 20th Century Fox pour son premier long métrage Pigskin Parade, et à quinze ans, elle se fait remarquer dans The Broadway Melody of 1938, film dans lequel elle chante Dear Mr. Gable, you made me love you devant une photographie de Clark Gable, chanson qu’elle avait déjà interprétée en l’honneur de l’anniversaire de la star de la MGM. C’est le compositeur Roger Edens, ami de Judy, qui compose la chanson.

### Vedette de la MGM

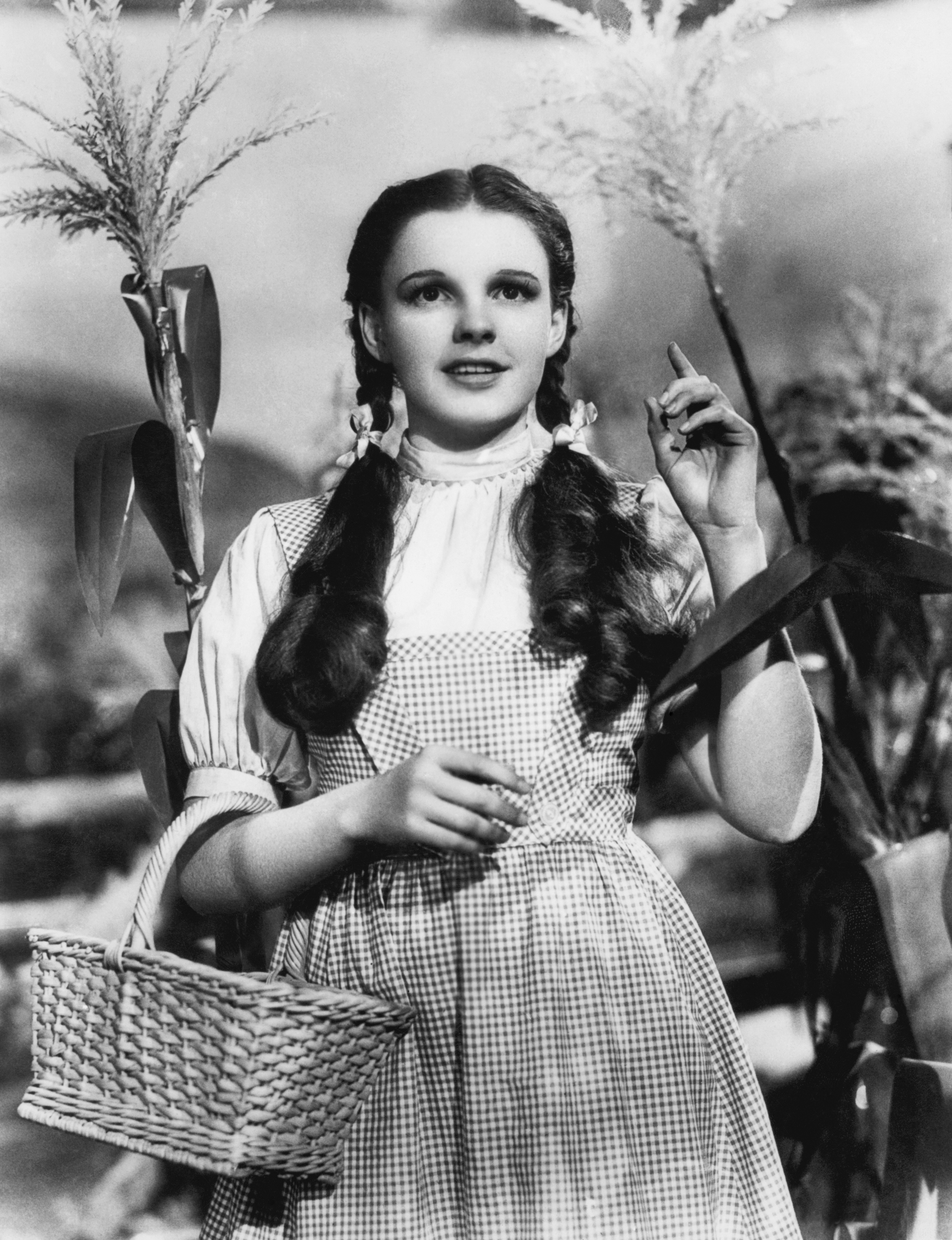
Judy Garland dans Le Magicien d'Oz (1939).

Judy tourne dans quelques films familiaux, chers à Louis B. Mayer, où elle chante. En 1939, avec son rôle de Dorothy dans Le Magicien d'Oz, elle est propulsée, à 17 ans, au rang de star. Ce rôle a d'abord été proposé à la star de la Twentieth Century Fox, Shirley Temple, mais la MGM ne parvient pas à l’obtenir et, après avoir envisagé Deanna Durbin, elle donne à Judy le rôle, par défaut. Celle-ci y chante la chanson qui sera oscarisée et qui allait tout au long de sa carrière devenir son cheval de bataille, Over the Rainbow. Elle-même remporte l’Oscar spécial de la « Meilleure des jeunes actrices de l’année ». Le film est l'un des plus vus de l’histoire du cinéma grâce à ses passages à la télévision drainant des millions de spectateurs, la licence ayant été cédée à CBS en 1956.
Elle enchaîne avec Place au rythme avec Mickey Rooney, qui rapporte deux millions de dollars uniquement aux États-Unis, le soir de la première du film, c’est la consécration, elle appose ses empreintes au Grauman's Chinese Theatre. Le duo Judy Garland - Mickey Rooney formé par la MGM devint le couple à succès des films musicaux du studio. Après leur premier film, Thoroughbreds Don't Cry (ils sont tout de suite de très bons amis), ils tournent huit films ensemble. Outre les trois films de la série Andy Hardy, ils jouent dans Place au rythme, En avant la musique, Débuts à Broadway, films de Busby Berkeley et Fou de girls de Norman Taurog. Ils se retrouvent une dernière fois en 1948 dans Ma vie est une chanson également de Norman Taurog. En 1940, Judy est l’une des dix vedettes les plus populaires au box-office, la seule femme à faire partie de ce palmarès avec Bette Davis.

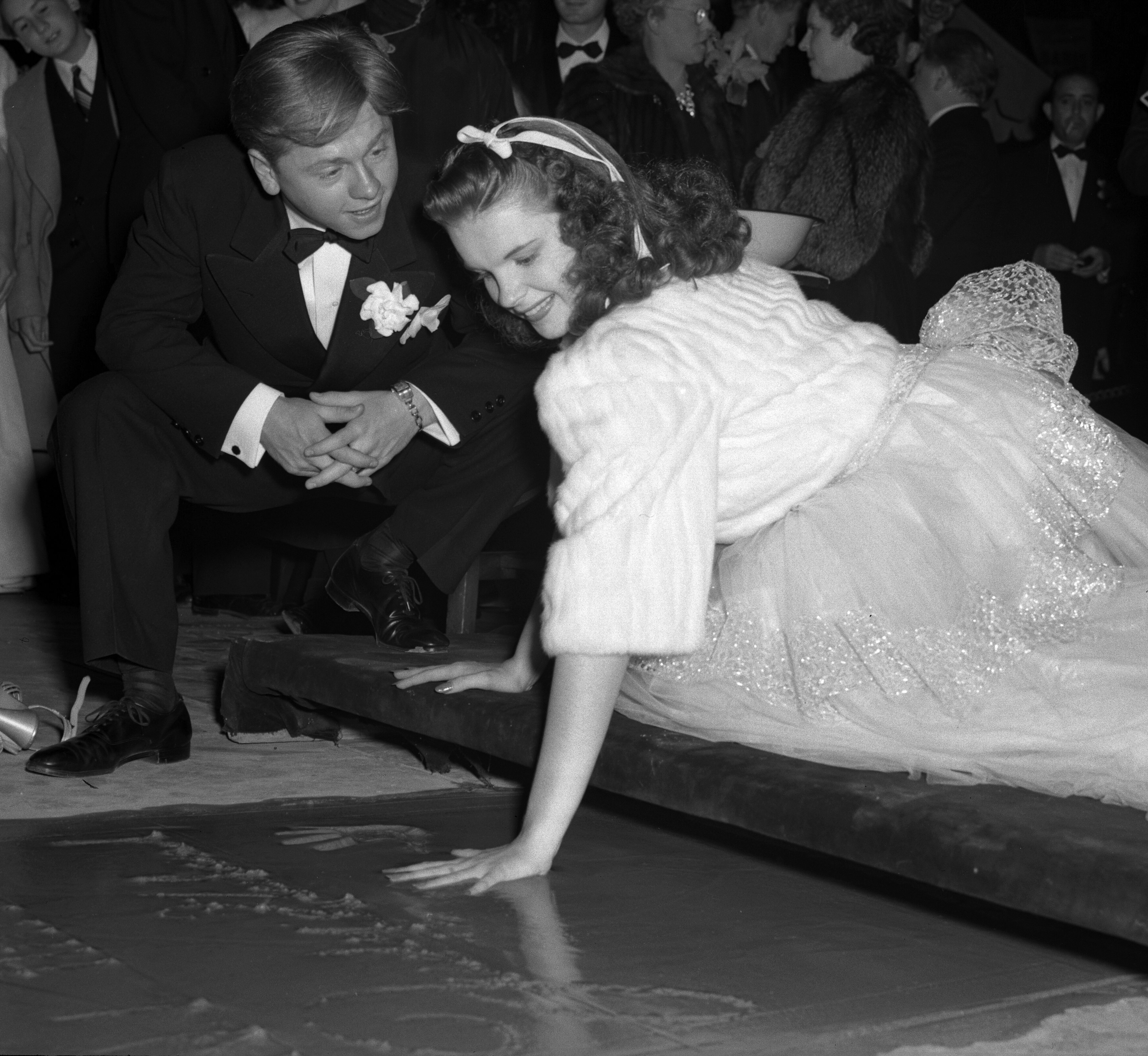
Mickey Rooney et Judy Garland en 1939 lors de la cérémonie du Grauman's Chinese Theatre.

C'est à cette époque qu'elle devient toxicomane. Étant déjà habituée aux médicaments (estimant qu'elle avait trop d'appétit, sa mère l'obligeait à en prendre pour garder la ligne), la situation empire lorsque les studios lui prescrivent des amphétamines, afin qu'elle garde la forme et supporte mieux les nombreuses heures de tournage. Mais cette substance la rend insomniaque et elle y ajoute des barbituriques pour arriver à dormir. Sa santé se dégrade.
Pendant le tournage de Little Nellie Kelly où, selon la publicité de l’époque, elle joue sa première scène d’amour, elle annonce ses fiançailles avec le musicien David Rose, ex-mari de Martha Raye. Malgré le désaccord de sa mère et de Louis B. Mayer (qui suit de près sa carrière et sa vie privée), Judy épouse David Rose le 27 juillet 1941.
Elle apparaît ensuite dans de nombreuses comédies musicales à succès produites par la MGM, La Danseuse des Folies Ziegfeld, Lily Mars vedette, Fou de girls, La Parade aux étoiles, et les célèbres Le Chant du Missouri (Meet Me in St. Louis, 1944) et Parade de printemps (1948), deux productions du maître de la comédie musicale MGM, Arthur Freed. Freed, entouré d’une équipe de créateurs, « la Freed Unit », produit la plupart des films de Judy au sein de la MGM, ainsi que les plus prestigieuses comédies musicales de l’époque et recrute un jeune débutant de Broadway, Gene Kelly, en 1942 pour en faire un partenaire de Judy dans Pour moi et ma mie. C’est lui qui engage Vincente Minnelli, alors connu comme directeur artistique de revues à grand spectacle, afin de réaliser son premier film, Un petit coin aux cieux.
Freed réunit Minnelli et Garland pour le film Le Chant du Missouri (Meet Me in St. Louis). Au départ réticente quant au projet, Judy compose dans ce film un de ses personnages les plus attachants. Le film libère le musical des conventions héritées de la scène de Broadway ; les couleurs aux tons pastels, la réalisation évitant la mièvrerie du sujet et les chansons font du film un succès critique et populaire. Minnelli et Garland tombent amoureux pendant le tournage et cette fois avec l’approbation des studios MGM. Judy l'épouse le 15 juin 1945 (elle a divorcé de David Rose en 1944). Sa première fille Liza Minnelli naît l’année suivante. Elle fait trois autres films avec le duo Freed-Minnelli, L'Horloge un de ses rares films non musicaux, Ziegfeld Follies film à sketches et enfin Le Pirate où elle retrouve Gene Kelly.

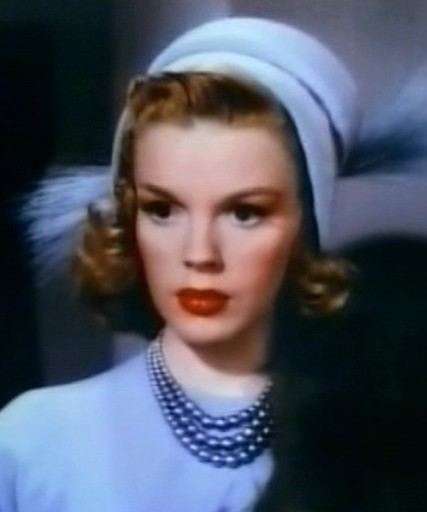
Dans La Pluie qui chante (1946).

Les ennuis de santé de Judy Garland deviennent cependant de plus en plus sérieux. Fatiguée, elle tombe malade pendant le tournage du Pirate. Le studio doit s'habituer à ses sautes d’humeur, à ses absences et à son manque de ponctualité. Malgré cela, la MGM enchaîne les tournages. Elle a un nouveau partenaire de prestige, Fred Astaire, qui remplace Gene Kelly, ce dernier s’étant cassé la cheville la veille du tournage, pour un autre succès de la MGM, Parade de printemps. Le film apporte à l'actrice, qui est ravie de travailler avec Astaire, un certain répit mais de courte durée.
De plus en plus sujette aux dépressions nerveuses, elle doit renoncer à retrouver Fred Astaire, et c’est Ginger Rogers qui la remplace dans Entrons dans la danse. Elle cède également son rôle à Betty Hutton dans Annie du Far West, à Jane Powell dans Mariage royal et à Ava Gardner dans Show Boat.
Judy passe trois mois dans une clinique de Boston, puis retourne aux studios pour tourner son dernier film à la MGM, La Jolie Fermière. Le tournage dure six mois après bien des retards dus aux absences et aux crises de nerfs de l’actrice. Le producteur Joe Pasternak et le réalisateur Charles Walters décident, le film terminé, d’ajouter un numéro musical et de la faire revenir. Elle revient en pleine forme et exécute le numéro Get happy.
En 1950, comme l'accoutumance de Judy Garland, alors âgée de 28 ans, à l'alcool et aux médicaments la rend ingérable, la MGM met un terme à son contrat.

### Fin de carrière

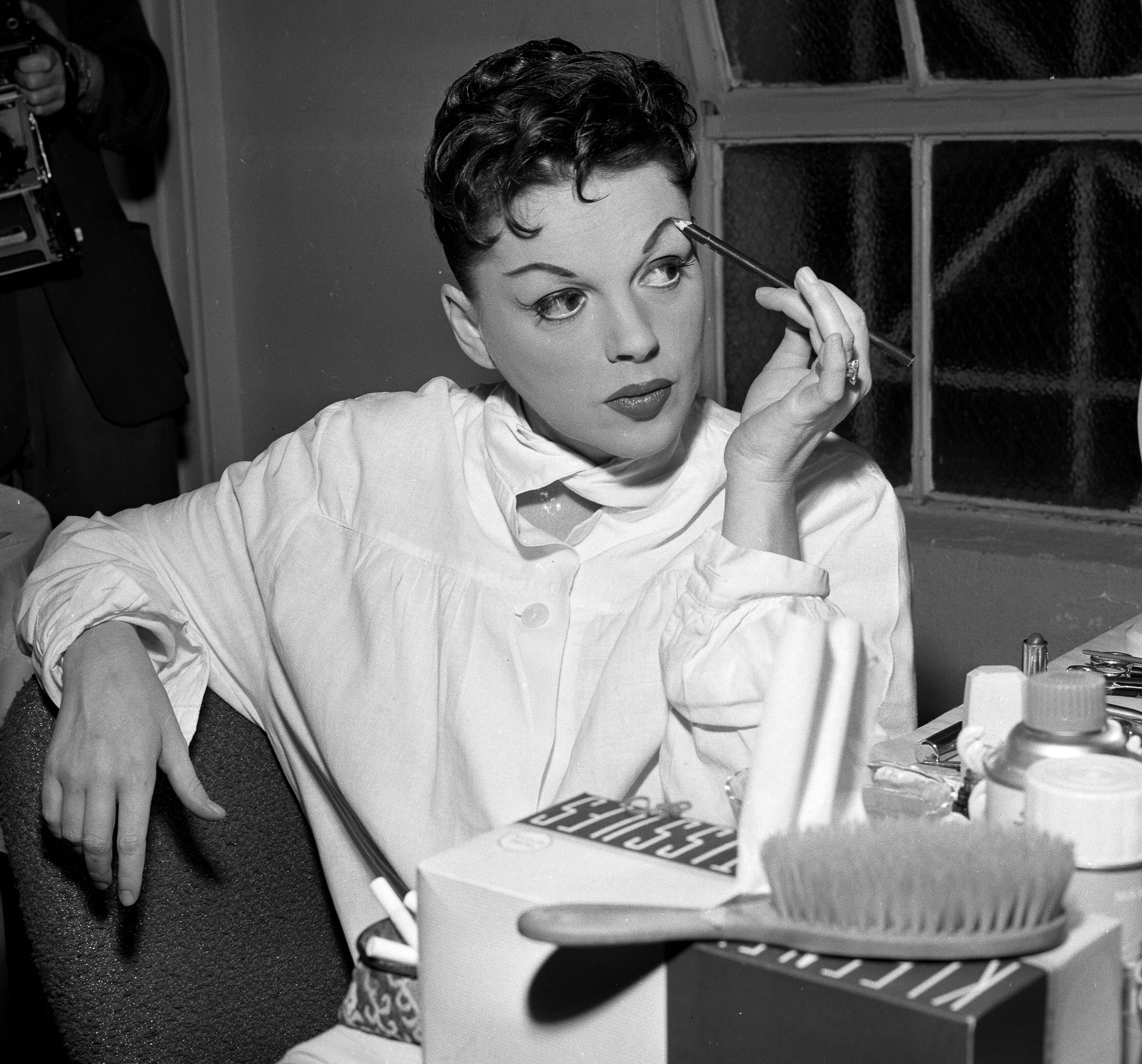
Judy Garland dans sa loge au Greek Theater de Los Angeles en 1957.

Une profonde dépression la mène à une tentative de suicide en 1950. Le 29 mars 1951, elle divorce de Vincente Minnelli après l'avoir découvert dans son lit avec leur chauffeur. Paradoxalement, elle devient une icône gay après avoir appris l'homosexualité de son mari. Le 29 juin 1952, elle épouse le producteur de cinéma Sidney Luft (1915-2005), avec qui elle a une fille, Lorna, et un garçon, Joseph. Il relance sa carrière grâce à une série de tournées. Il la persuade de se produire au Palladium de Londres pendant un mois, c’est un triomphe. Puis elle revient au music-hall, elle bat tous les records de recettes pendant dix-neuf semaines au Palace Theatre de New York. Ces retrouvailles avec ses fans et le succès lui redonnent de l’assurance.
En 1954, Sidney Luft produit le film Une étoile est née dans lequel elle joue le rôle d'une jeune artiste qui accède à la popularité grâce à l'aide d'une star sur le déclin, deuxième des quatre versions tournées sur le même sujet. Le film obtient un énorme succès auprès de la critique et du public malgré les mutilations opérées par la Warner Bros. qui ampute le film de 90 minutes pour des raisons de distribution. Judy est citée aux Oscars mais, à la surprise générale, la récompense est décernée à Grace Kelly.
Un an plus tard, en 1955, elle fait ses débuts à la télévision dans un show de la CBS. Elle participe à de nombreux shows où l'on retrouve ses amis, comme Frank Sinatra et Dean Martin.
Elle continue ses tournées durant les années 1950 et 1960. Elle triomphe au Carnegie Hall en 1961 et y enregistre l'album Judy at Carnegie Hall, dont les ventes atteignent le million de dollars.

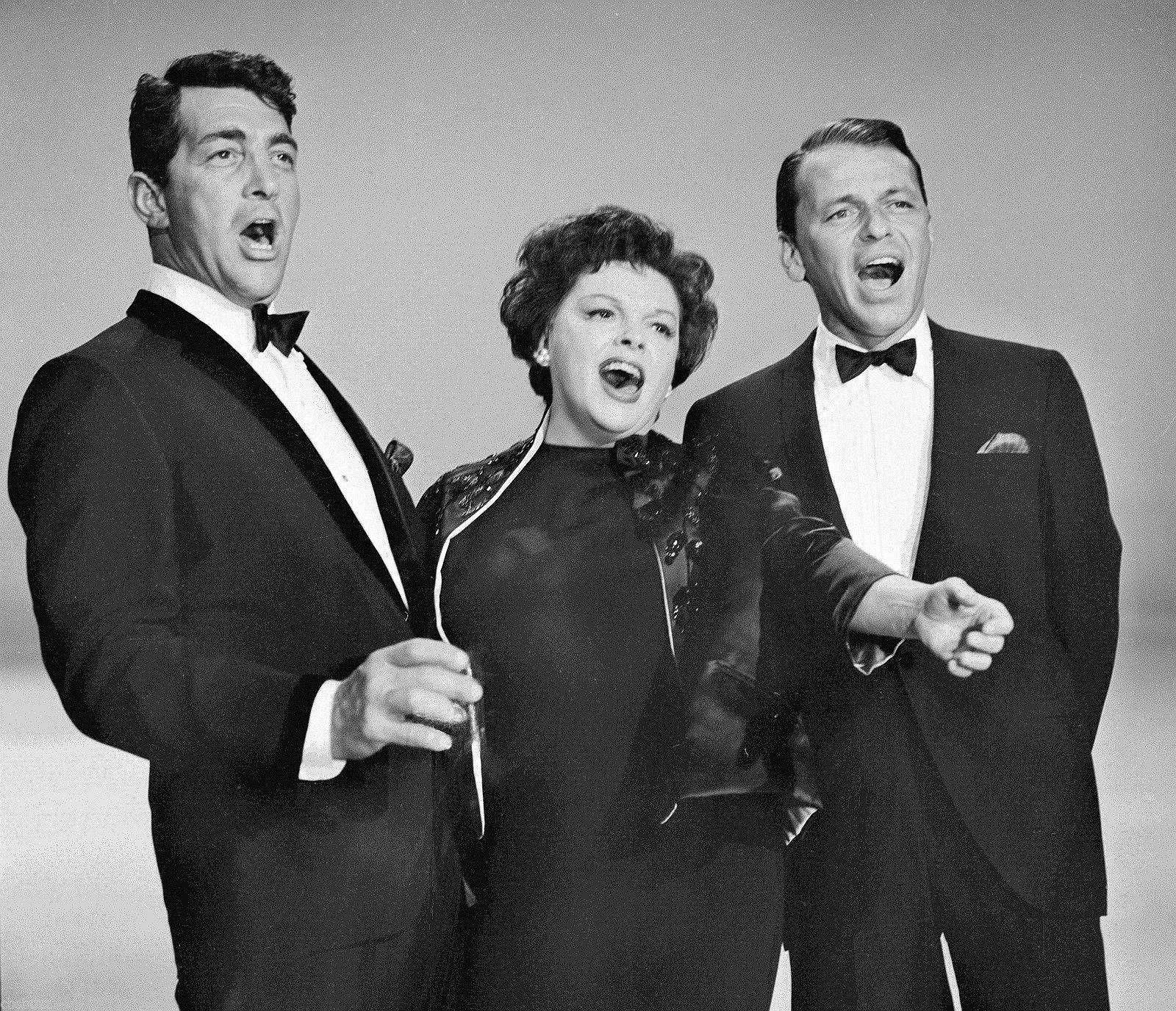
Dean Martin, Judy Garland et Frank Sinatra (1962).

Délaissant le cinéma durant cette période où elle ne tourne que trois films, elle obtient néanmoins une nouvelle nomination aux Oscars pour un second rôle dans Jugement à Nuremberg. En 1963, elle lance une émission télévisée, The Judy Garland Show, qui ne dure qu'une saison en raison de la concurrence de Bonanza.
Le 12 juin 1964, au cours d'une tournée en Australie, Judy Garland « épouse » l'acteur Mark Herron lors d'une cérémonie religieuse célébrée par un prêtre bouddhiste, bien qu'elle soit encore mariée. Après que le divorce avec Sidney Luft a été prononcé l'année suivante (le couple était séparé depuis 1963), elle se remarie officiellement le 14 novembre 1965 avec Mark Herron. Six mois plus tard, ils se séparent définitivement car elle a découvert qu'il est homosexuel (il avait une relation avec le mari de sa fille, Peter Allen), mais ils ne divorcent que le 11 avril 1967. En 1966, elle apparaît dans de nombreux shows télévisés.
Le 15 mars 1969, elle épouse à Londres le producteur de disques Michael DeVinko, dit Mickey Deans (1934-2003). Elle meurt le 22 juin, à Londres des suites d'une prise excessive — « volontaire ou accidentelle » — de barbituriques.
Inhumée à New York, elle repose depuis 2017 à Los Angeles, au Hollywood Forever Cemetery.

### Opinions politiques

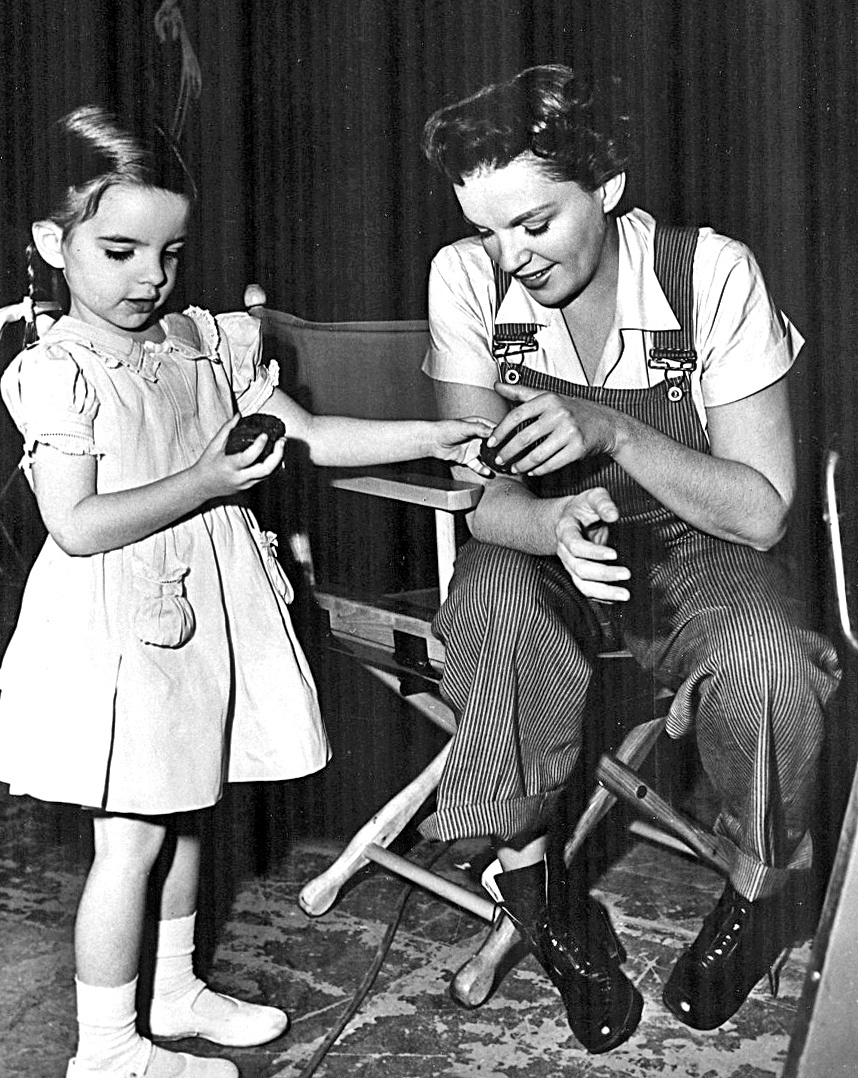
Judy Garland et sa fille Liza en 1950.

Judy Garland était une sympathisante démocrate de longue date et fut relativement active. Au cours de sa vie, elle fut membre du Comité démocrate d'Hollywood et apporta un soutien financier et moral à diverses causes, y compris le Mouvement des droits civiques. Elle participa financièrement aux campagnes des candidats présidentiels démocrates Franklin D. Roosevelt, Adlai Stevenson II, John F. Kennedy et Robert F. Kennedy. Elle aida également le candidat progressiste Henry A. Wallace.
En septembre 1947, Garland rejoignit le Committee for the First Amendment, un groupe formé par des célébrités hollywoodiennes pour soutenir les Hollywood Ten lors des auditions du House Un-American Activities Committee (HUAC), un comité d'enquête de la Chambre des représentants des États-Unis dirigé par J. Parnell Thomas, qui avait été formé pour enquêter sur les allégations de déloyauté et d'activités subversives de la part de citoyens privés, d'employés publics et d'organisations soupçonnées d'avoir des liens communistes. Le Comité pour le premier amendement a cherché à protéger les libertés civiles des accusés. Parmi les autres membres figuraient Humphrey Bogart, Lauren Bacall, Dorothy Dandridge, John Garfield, Katharine Hepburn, Lena Horne, John Huston, Gene Kelly et Billy Wilder. Garland a participé à l'enregistrement d'une émission radiophonique le 26 octobre 1947, Hollywood Fights Back, au cours de laquelle elle a exhorté les auditeurs à passer à l'action : « Avant que toute conscience libre en Amérique ne soit assignée, parlez-en ! Dites votre article ! Écrivez à votre membre du Congrès une lettre - spécial courrier aérien. Faites savoir au Congrès ce que vous pensez de son Comité anti-américain ».
Garland était une amie du président John F. Kennedy et de son épouse Jacqueline Kennedy, et elle passait souvent ses vacances à Hyannis Port, dans le Massachusetts, où se trouvaient quelques-unes des résidences des membres de la famille Kennedy (Kennedy Compound). La maison dans laquelle elle séjournait pendant ses vacances à Hyannis Port est aujourd'hui connue sous le nom de Judy Garland House en raison de son association avec la propriété. Garland appelait le président chaque semaine, mettant souvent fin à ses appels téléphoniques en chantant les premières mesures d'Over the Rainbow.
Le 28 août 1963, Garland et d'autres célébrités de premier plan telles que Josephine Baker, Sidney Poitier, Lena Horne, Paul Newman, Rita Moreno et Sammy Davis, Jr. prirent part à la Marche sur Washington pour l'emploi et la liberté, une manifestation organisée pour défendre les droits civils et économiques des Afro-Américains. Elle avait été photographiée par la presse à Los Angeles plus tôt dans le mois aux côtés d'Eartha Kitt, Marlon Brando et Charlton Heston alors qu'ils planifiaient leur participation à cette marche sur la capitale nationale.
Le 16 septembre 1963, Garland — avec sa fille Liza, Carolyn Jones, June Allyson et la fille d'Allyson, Pam Powell — tint une conférence de presse pour protester contre le récent attentat à la bombe de la 16th Street Baptist Church à Birmingham, Alabama, qui avait abouti à la mort de quatre jeunes filles afro-américaines. Ils exprimèrent leur choc face aux événements et demandèrent des fonds pour les familles des victimes. Pam Powell et Liza Minnelli annoncèrent également leur intention d'assister aux funérailles des victimes lors de cette conférence de presse.

## Filmographie

### Cinéma
- 1935 : La Fiesta de Santa Barbara, court métrage de Louis Lewyn : elle-même[22]
- 1936 : Every Sunday (court-métrage) : elle-même
- 1936 : Parade du football (Pigskin Parade) de David Butler : Sairy Dodd
- 1937 : Le Règne de la joie (Broadway Melody of 1938) de Roy Del Ruth : Betty Clayton
- 1937 : Thoroughbreds Don't Cry d'Alfred E. Green : Cricket West
- 1937 : Everybody Sing d'Edwin L. Marin : Judy Bellaire
- 1938 : Surprise Camping (Listen, Darling) d'Edwin L. Marin : « Pinkie » Wingate
- 1938 : L'amour frappe André Hardy (Love Finds Andy Hardy) de George B. Seitz : Betsy
- 1939 : Le Magicien d'Oz (The Wizard of Oz) de Victor Fleming : Dorothy Gale
- 1939 : Place au rythme (Babes in Arms) de Busby Berkeley : Patsy Barton
- 1940 : En avant la musique (Strike up the band) de Busby Berkeley : Mary Holden
- 1940 : Little Nellie Kelly de Norman Taurog : Nellie Kelly
- 1940 : André Hardy va dans le monde (Andy Hardy meets debutante) de George B. Seitz : Betsy Booth
- 1941 : La Danseuse des Folies Ziegfeld (Ziegfeld Girl) de Robert Z. Leonard : Susan Gallagher
- 1941 : La vie commence pour André Hardy (Life Begins For Andy Hardy) de George B. Seitz : Betsy Booth
- 1941 : Débuts à Broadway (Babes on Broadway) de Busby Berkeley : Penny Morris
- 1942 : Pour moi et ma mie (For Me and My Gal) de Busby Berkeley : Jo Hayden
- 1943 : Lily Mars vedette (Presenting Lily Mars) de Norman Taurog : Lily Mars
- 1943 : Fou de girls (Girl Crazy) de Norman Taurog et Busby Berkeley : Ginger Gray
- 1943 : La Parade aux étoiles (Thousands cheer) de George Sidney : elle-même
- 1944 : Le Chant du Missouri (Meet Me in St. Louis) de Vincente Minnelli : Esther Smith
- 1945 : L'Horloge (The Clock) de Vincente Minnelli : Alice Maybery
- 1946 : Les Demoiselles Harvey (The Harvey Girls) de George Sidney : Susan Bradley
- 1946 : Ziegfeld Follies de Vincente Minnelli : la star
- 1946 : La Pluie qui chante (Till The Clouds Roll By) de Richard Whorf : Marilyn Miller
- 1948 : Le Pirate (The Pirate) de Vincente Minnelli : Manuela
- 1948 : Parade de printemps (Easter Parade) de Charles Walters : Hannah Brown
- 1948 : Ma vie est une chanson (Words and Music) de Norman Taurog : elle-même
- 1949 : Amour poste restante (In the Good Old Summertime) de Robert Z. Leonard : Veronica Fisher
- 1950 : La Jolie Fermière (Summer Stock) de Charles Walters : Jane Falbury
- 1954 : Une étoile est née (A star is born) de George Cukor : Vicki Lester
- 1960 : Pepe de George Sidney : la chanteuse à la radio (voix)
- 1961 : Jugement à Nuremberg (Judgment at Nuremberg) de Stanley Kramer : Irene Hoffman
- 1962 : Chat, c'est Paris (Gay Purr-ee) d'Abe Levitow : Mewsette (voix)
- 1963 : Un enfant attend (A Child Is Waiting) de John Cassavetes : Jean Hansen
- 1963 : L'Ombre du passé (I Could Go On Singing) de Ronald Neame : Jenny Bowman
- 1967 : La Vallée des poupées de Mark Robson :  Helen Lawson (scènes supprimées)[23]

## Voix françaises
Les voix françaises n'ont pas encore toutes été identifiées.
- Rolande Forest dans :
  - 1939 : Le Magicien d'Oz (1er doublage)
  - 1954 : Une étoile est née

- Renée Simonot dans :
  - 1939 : Le Magicien d'Oz (2e doublage)
  - 1946 : La Pluie qui chante

Et aussi
- 1944 :  Le Chant du Missouri : Lily Baron
- 1961 : Jugement à Nuremberg : Jacqueline Carrel
- 1962 : Chat, c'est Paris : Martine Meiraghe
- 2011-2021 : Shameless (extrait du film "Le Magicien d'Oz) : Audrey Le Bihan

## Distinctions

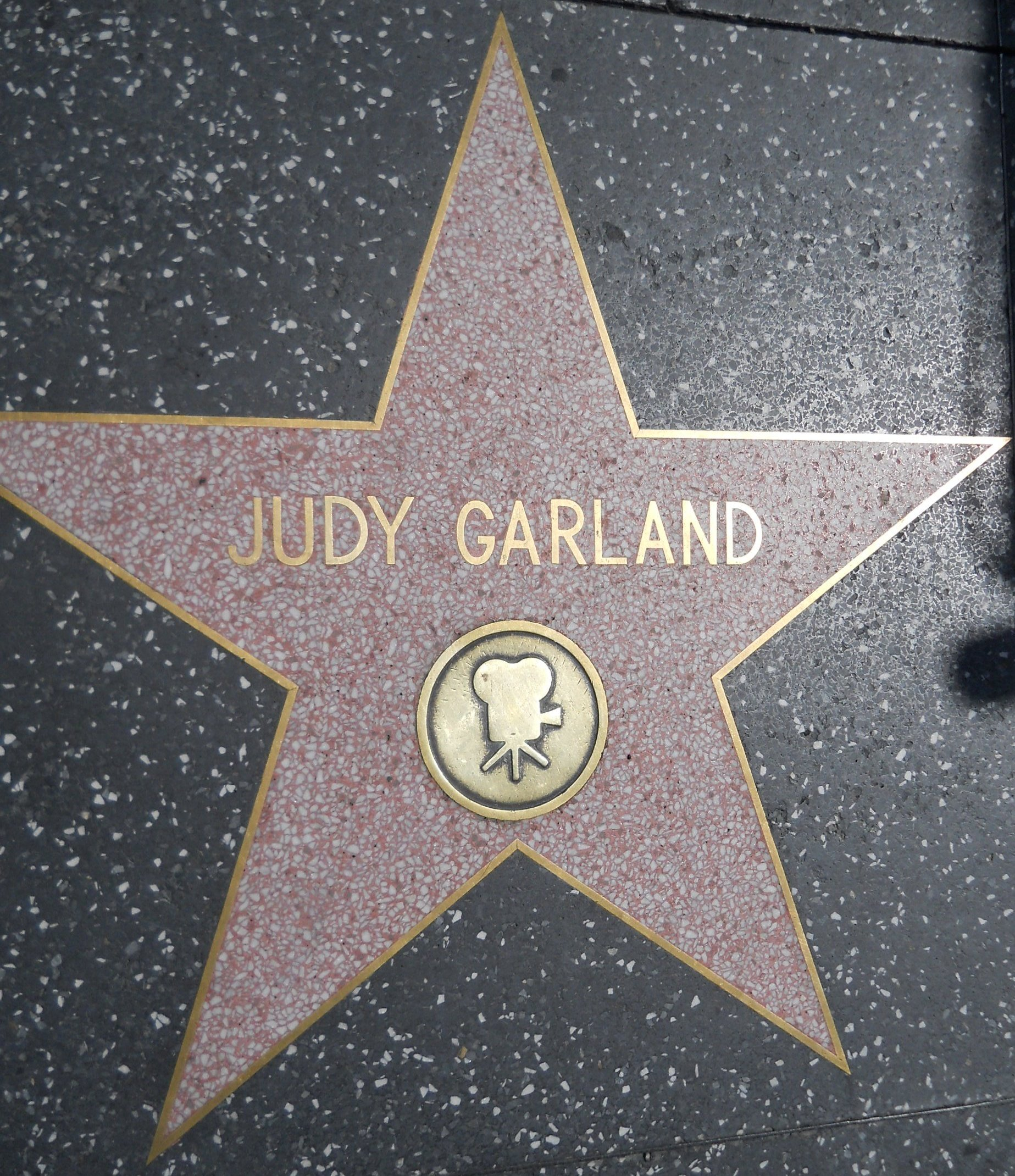
Étoile de Judy Garland sur le Walk of Fame d'Hollywood Boulevard.

- 1960 : étoile sur le Hollywood Walk of Fame (face au 1715 Vine Street).

### Récompenses
- Oscars 1940 : Oscar de la jeunesse « pour sa remarquable interprétation en tant que jeune actrice au cours de l'année passée[24] »

- Golden Globes 1955 : Meilleure actrice dans un film musical ou une comédie pour Une étoile est née
- Laurel Awards 1955 : Meilleure interprétation vocale féminine pour Une étoile est née

- Picturegoer Awards 1956 : Meilleure actrice pour Une étoile est née

- Golden Globes 1962 : Cecil B. DeMille Award
- Grammy Awards 1962 : 
  - Album de l'année pour Judy at Carnegie Hall
  - Meilleure interprète féminine en solo pour Judy at Carnegie Hall

- Grammy Awards 1997 : prix pour l'ensemble de sa carrière (posth.)

- Online Film & Television Association Awards 2005 : inscription au Hall of Fame - Interprétation (posth.)

- Online Film & Television Association  2019 : inscription au Hall of Fame - Acteurs et actrices (posth.)

- Online Film & Television Association Awards 2021 : inscription au Hall of Fame - Personnages pour Dorothy Gale dans Le Magicien d'Oz (posth.)

### Nominations
- Picturegoer Awards 1945 : Meilleure actrice pour Le Chant du Missouri
- Photoplay Awards 1945 : Actrice préférée

- Laurel Awards 1951 : Meilleure interprétation vocale féminine pour La Jolie Fermière

- New York Film Critics Circle Awards 1954 : Meilleure actrice pour Une étoile est née

- Oscars 1955 : Meilleure actrice pour Une étoile est née
- Photoplay Awards 1955 : Actrice préférée

- BATA 1956 : Meilleure actrice étrangère pour Une étoile est née
- Primetime Emmy Awards 1956 : Meilleure chanteuse

- Golden Globes 1962 : Meilleur second rôle féminin pour Jugement à Nuremberg
- Oscars 1962 : Meilleur second rôle féminin pour Jugement à Nuremberg
- Photoplay Awards 1962 : Actrice préférée
- Primetime Emmy Awards 1962 : Meilleure interprétation dans un programme musical ou de variétés pour The Judy Garland Show

- Photoplay Awards 1963 : Actrice préférée

- Primetime Emmy Awards 1964 : Meilleure interprétation dans un programme musical ou de variétés pour The Judy Garland Show

- Photoplay Awards 1975 : Film préféré pour Il était une fois à Hollywood, partagé avec Fred Astaire et Gene Kelly (posth.)

- Photoplay Awards 1978 : Actrice préférée (posth.)

## Postérité et hommages
Un musée lui est consacré dans sa ville natale de Grand Rapids.
Plusieurs films et téléfilms ont été consacrés à Judy Garland, notamment :
- L'Arc-en-ciel (Rainbow), téléfilm américain de Jackie Cooper d'après le livre de Christopher Finch, diffusé en 1978, avec Andrea McArdle ;
- Judy Garland, la vie d'une étoile (Life with Judy Garland: Me and My Shadows), mini-série américano-canadienne de Robert Allan Ackerman diffusée en 2001 avec Judy Davis.

En 2019, l'actrice américaine Renée Zellweger incarne Judy Garland dans le biopic Judy réalisé par Rupert Goold et adapté de la comédie musicale End of the Rainbow écrite par Peter Quilter en 2005. Le 10 février 2020, Renée Zellweger obtient l'Oscar de la meilleure actrice pour ce rôle, après avoir obtenu le Golden Globe équivalent. Elle dédie son Oscar à Judy Garland avec ces mots : « Judy Garland n'a pas reçu les honneurs qu'elle méritait en son temps […] Mme Garland, vous êtes certainement parmi les héroïnes qui nous unissent et nous définissent, et [cette récompense] est sans aucun doute pour vous ».

### Icone gay
The Advocate a qualifié Garland d' « Elvis des homosexuels ». L'admiration de sa capacité d'interprète, la façon dont ses luttes personnelles semblaient refléter celles des gays en Amérique et sa forte image en tant que figure du "camp" ont fondé le mythe pour les gays masculins. Le rôle de Garland dans le rôle de Dorothy Gale dans Le Magicien d'Oz est, aussi, réputé pour avoir contribué à ce statut. L'écrivain William Goldman, dans un article pour le magazine Esquire, écrit : « Les homosexuels ont tendance à s'identifier à la souffrance. Ils sont un groupe persécuté et ils comprennent la souffrance. Et Garland aussi. Elle a traversé le feu et a vécu toutes les boissons et le divorce, toutes les pilules et tous les hommes, tous les fardeaux qui vont et viennent. »
Le lien entre la date des funérailles de Garland le 27 juin 1969, et les émeutes de Stonewall, le point de départ du mouvement moderne de libération gay, qui a commencé aux premières heures du 28 juin, a été souligné. Selon Sylvia Rivera, présentée comme “celle qui a lancé la première brique”, « Les fans de Garland étaient venus de ses funérailles très émouvantes plus tôt dans la journée pour boire et pleurer. Il y avait un sentiment dans l'air que quelque chose se passerait cette nuit-là. Je suppose que la mort de Judy Garland nous a aidés à vraiment exploser. »  

## Iconographie

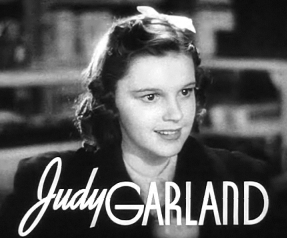
L'amour frappe André Hardy (1938).
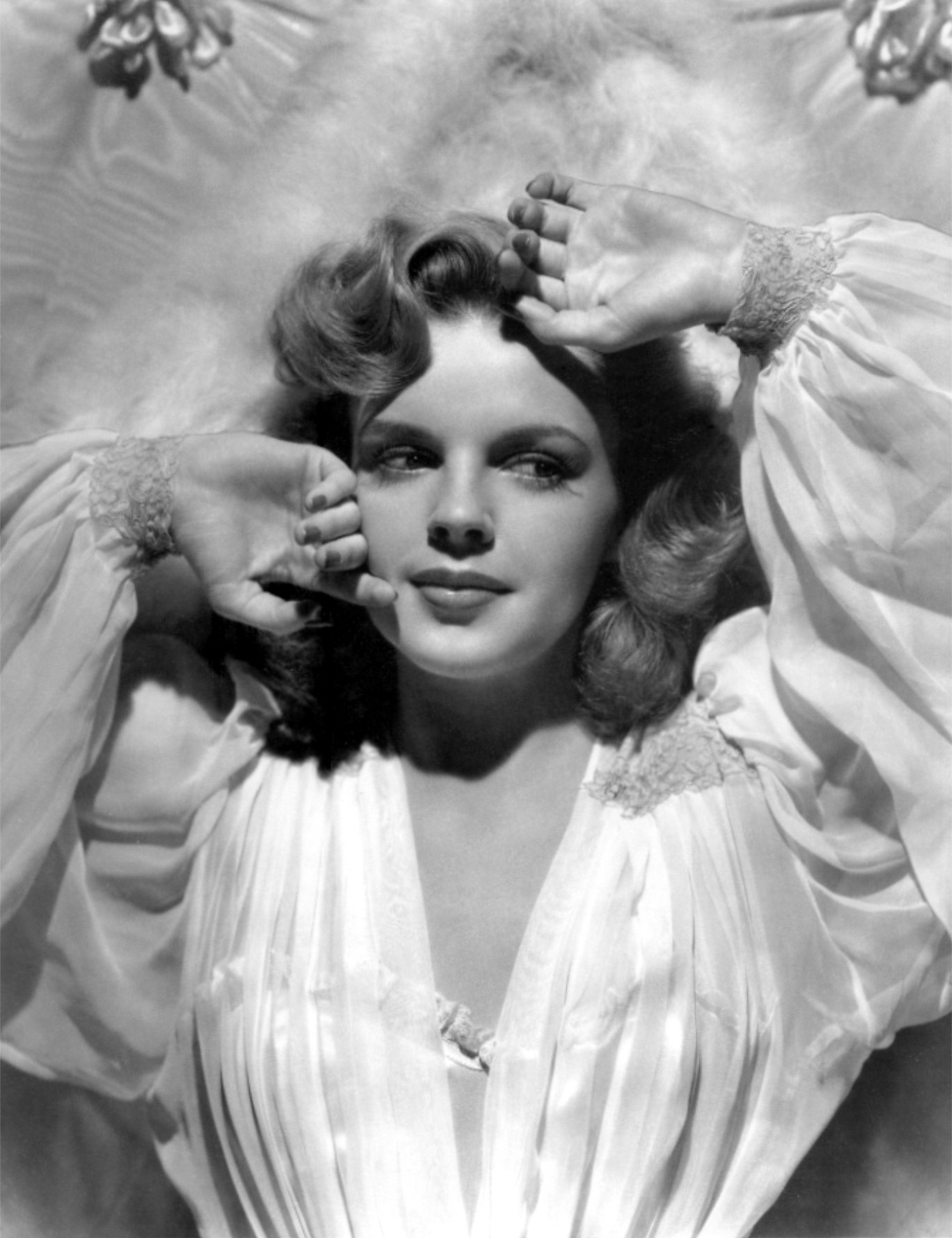
Photographie promotionnelle pour Lily Mars vedette (1943).
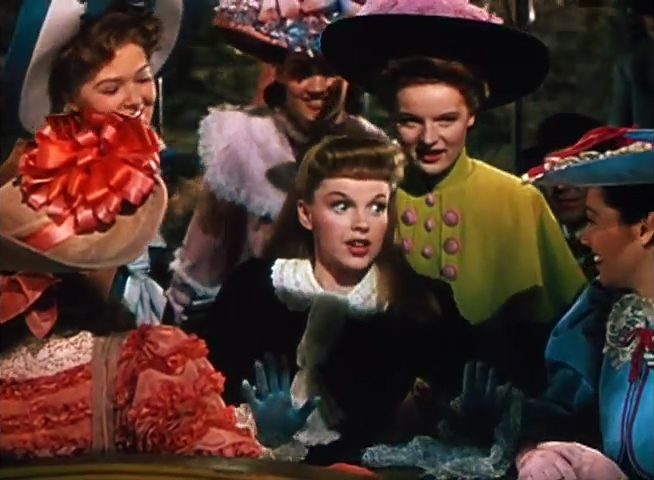
Le Chant du Missouri (1944).
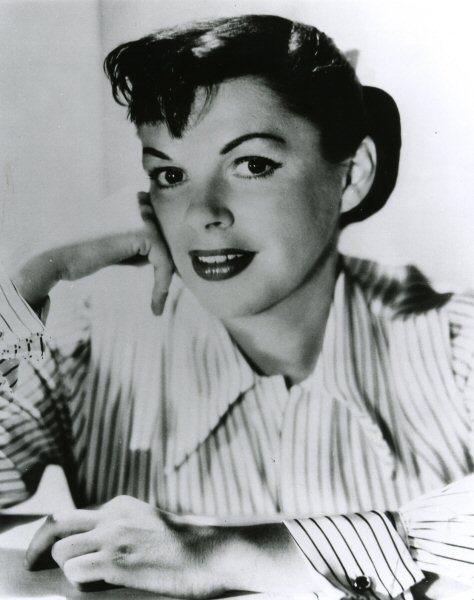
Photographie publicitaire (1954).
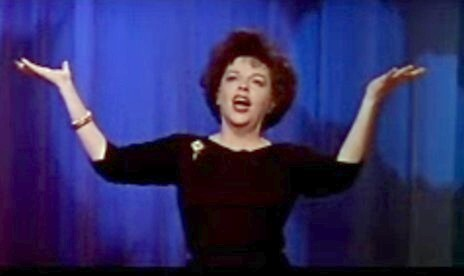
L'Ombre du passé (1963).

### Biographie
- Christopher Finch, Rainbow : La Vie orageuse de Judy Garland [« The Stormy Life of Judy Garland »], Grosset & Dunlap (1re éd. 1975), 255 p. (ISBN 9780448117317)
- J.D.E., La Fabuleuse Histoire de la Metro Goldwyn Mayer en 1714 films, Le Livre de Paris, Odège, 1977,  (ISBN 2-245-00616-X)
- Joe Morella et Edward Z. Epstein, Judy Garland, Henri Veyrier, 1977, 208 pages.
- Frank Gerold, Judy : La Vie tragique et passionnée de Judy Garland, éditions Grasset, 1977 (1re éd. 1977), 409 p.
- Mary Kepler, Les Plus Belles Histoires d'amour d'Hollywood : Judy Garland, éditions Balland, 1981 (1re éd. 1981), 230 p. (ISBN 978-2715803220).
- Bertrand Tessier, Judy Garland, splendeurs et chutes d'une légende, L'archipel, 2019.
Bertrand Tessier est également le réalisateur d'un documentaire, Judy Garland / Vincente Minnelli, diffusé sur OCS et Sky Arts.